# Miami Shores
Pour les articles homonymes, voir Shores.
 Miami Shores  est un village situé dans le comté de Miami-Dade, dans l'État de Floride, aux États-Unis, en banlieue nord de Miami. Le village de Miami Shores s'est incorporé en 1932. Selon le bureau du recensement des États-Unis, Miami Shores avait une population de 10 040 habitants en 2006.

## Géographie
Le village de Miami Shores est située dans l'agglomération de Miami, juste au nord de la ville de Miami. D'après les statistiques du bureau du recensement du pays, la superficie totale du village était de 9,7 km².

## Démographie
| 1930 | 1940  | 1950  | 1960  | 1970  | 1980  |
| ---- | ----- | ----- | ----- | ----- | ----- |
| 612  | 1 956 | 5 086 | 8 865 | 9 425 | 9 244 |

| 1990   | 2000   | 2010   | - | - | - |
| ------ | ------ | ------ | - | - | - |
| 10 084 | 10 380 | 10 493 | - | - | - |